# مجانی (فیلم)
مجانی فیلمی به نویسندگی و کارگردانی محسن محسنی‌نسب می‌باشد. این فیلم به کودکان بی سرپرست که در منطقه قاچاق می‌شوند و مشکلات آنان می‌پردازد.

## نکات فیلم
- این فیلم در کشورهای قبرس و ترکیه فیلمبرداری می‌شود.[۳]
- حضور بازیگران ترکیه‌ای همچون کیوانچ تاتلیتوغ بازیگر سریال کوزی گونی و تولگاهان سایشمن قطعی شده‌است.[۴] همچنین یک بازیگر عرب، فرانسوی و بلژیکی در این فیلم حضور دارند.[۳][۵]
- هزینه این فیلم برابر با ۴ میلیارد تخمین زده شده‌است.